# Samuel Román
Samuel Román Rojas (Rancagua, 8 de diciembre de 1907-Santiago, 7 de abril de 1990) fue un escultor chileno, Premio Nacional de Arte 1964. Es autor de una gran variedad de estatuas en las principales ciudades chilenas.

## Biografía
Estudió en el Instituto O'Higgins de su ciudad natal, Rancagua y después se fue a Santiago a la Escuela de Bellas Artes (1924-1928) de la Universidad de Chile. Tuvo como condiscípulos a Laura Rodig y José Perotti. Hizo un posgrado en la Academia de Berlín gracias a la beca Humboldt, que obtuvo en 1937; a su regreso enseñó en la Escuela de Artes Aplicadas.
Fue consejero técnico del Museo Nacional de Bellas Artes (1939) y realizó viajes de perfeccionamiento por Italia, Brasil, Argentina y Venezuela.
En 1943 fundó la Escuela de Canteros Pedro Aguirre Cerda y al año siguiente fue designado miembro del Consejo de Monumentos Nacionales; miembro académico de su alma mater (1958).
Entre 1966 y 1967 viajó por Europa (Alemania, Bélgica, Francia, Italia y la Unión Soviética).

## Premios
- Medalla de Oro en el Salón Oficial de Valparaíso (1930)
- Primer Premio en el Salón Oficial, Santiago (1935)
- Premio de Honor en la Exposición Internacional de Artes Aplicadas de Berlín (1938)
- Gran Premio "Estudios y Publicaciones" en la Bienal de Madrid (1951)
- Mención Honrosa en la VI Bienal de São Paulo (1961).
- Premio Nacional de Arte de Chile (1964).

## Galería

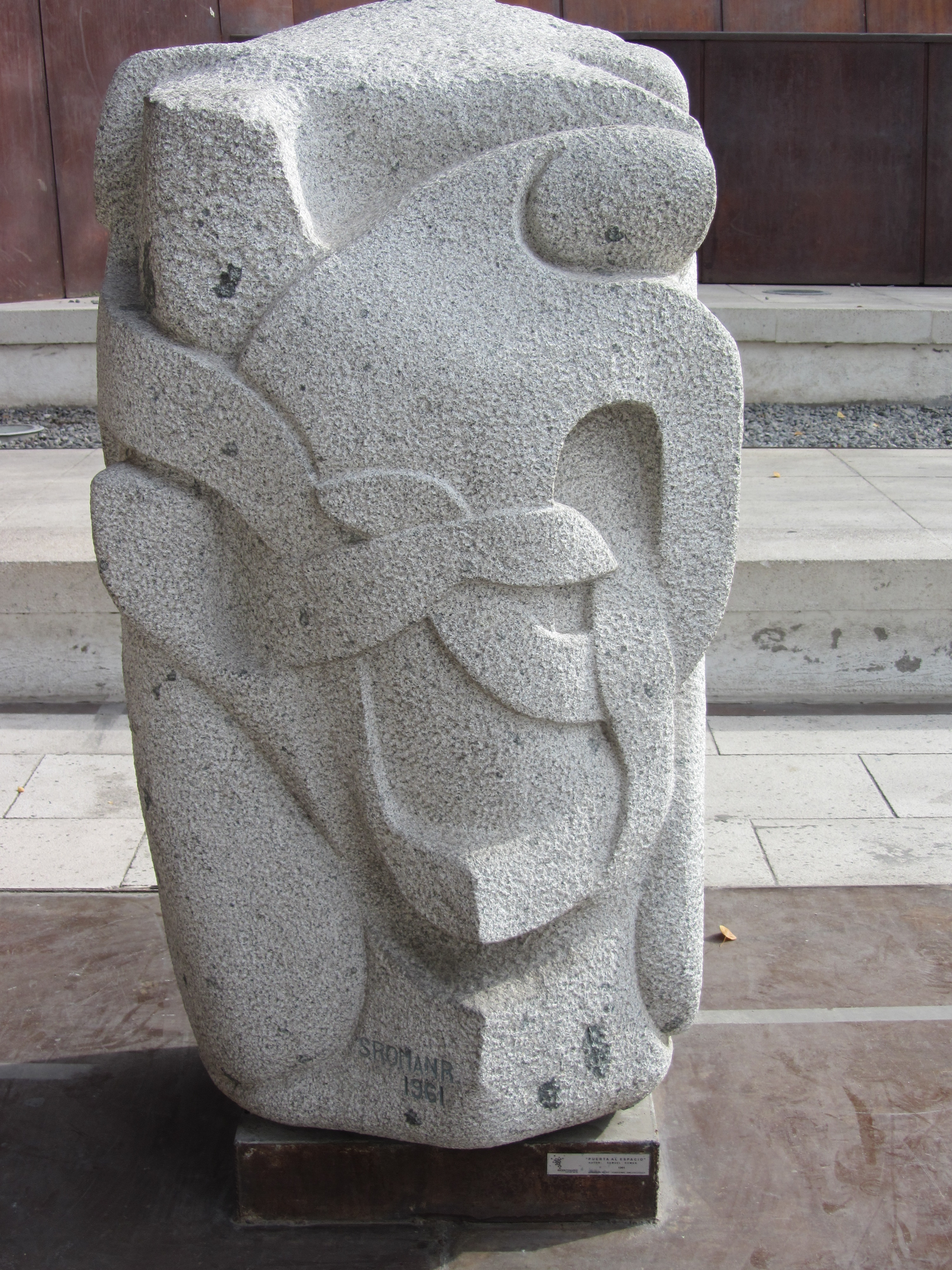
Puerta al espacio, 1961, GAM
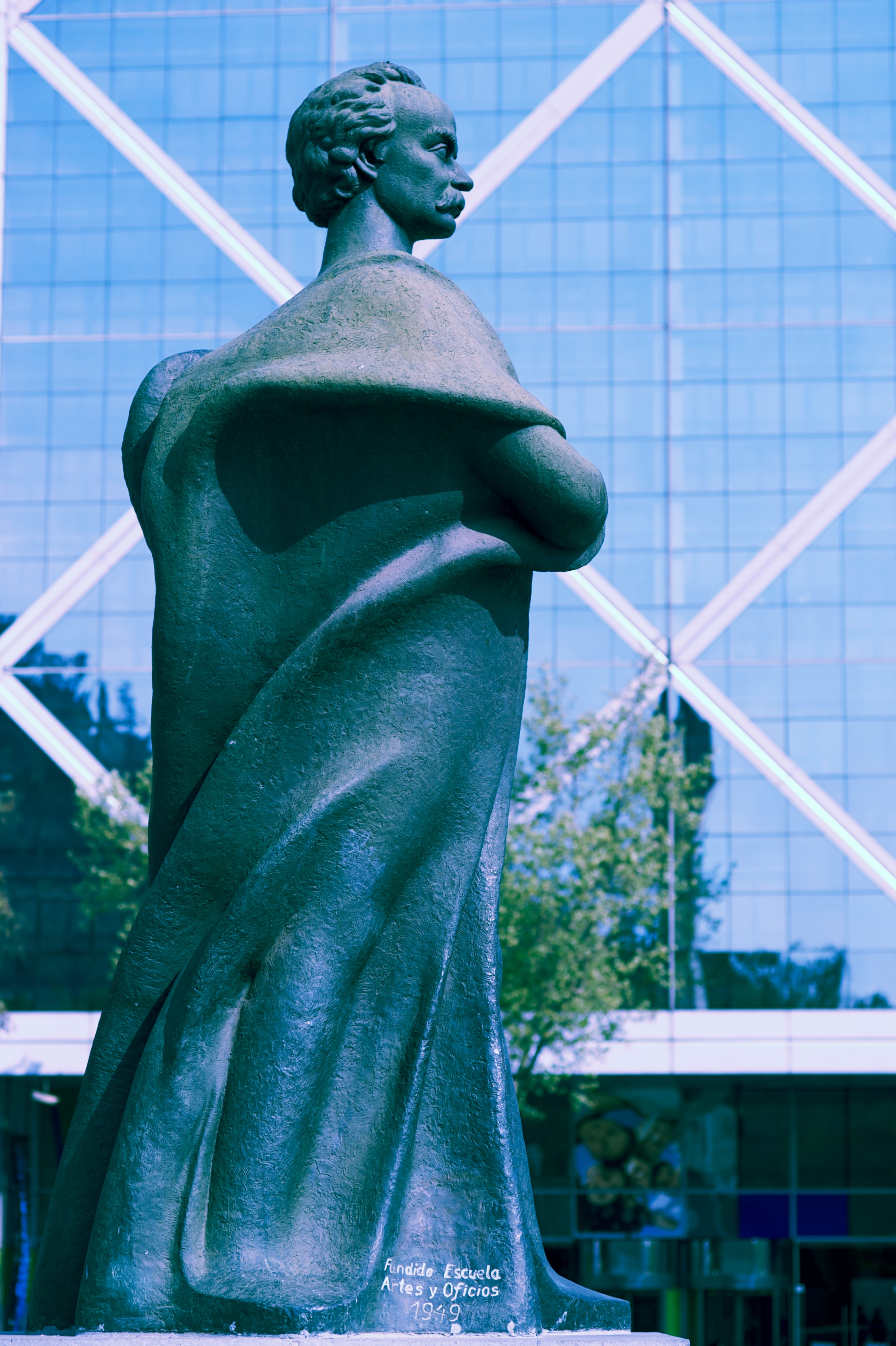
Monumento al presidente José Manuel Balmaceda
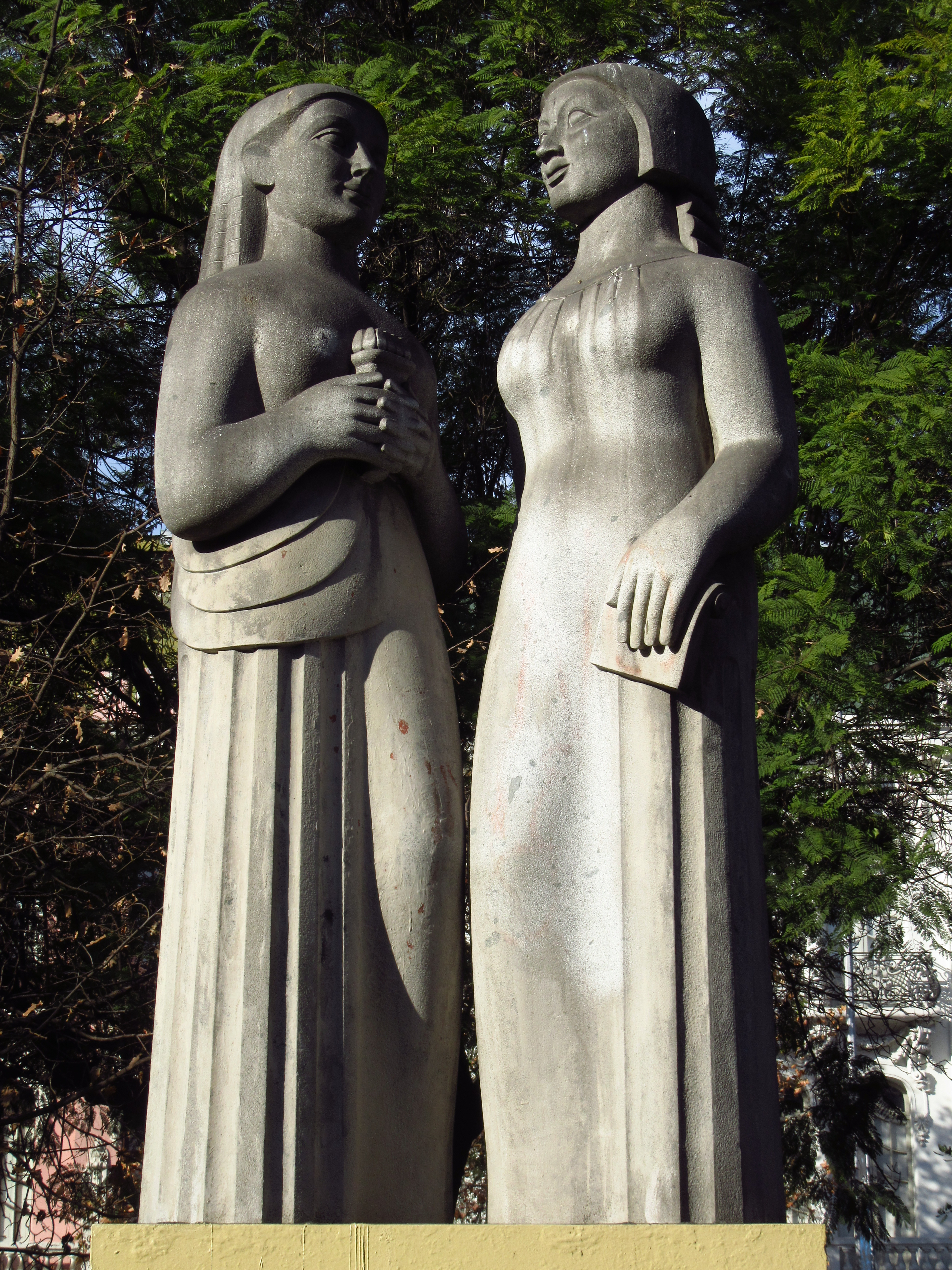
Monumento a educadoras Isabel Le Brun de Pinochet y Antonia Tarragó
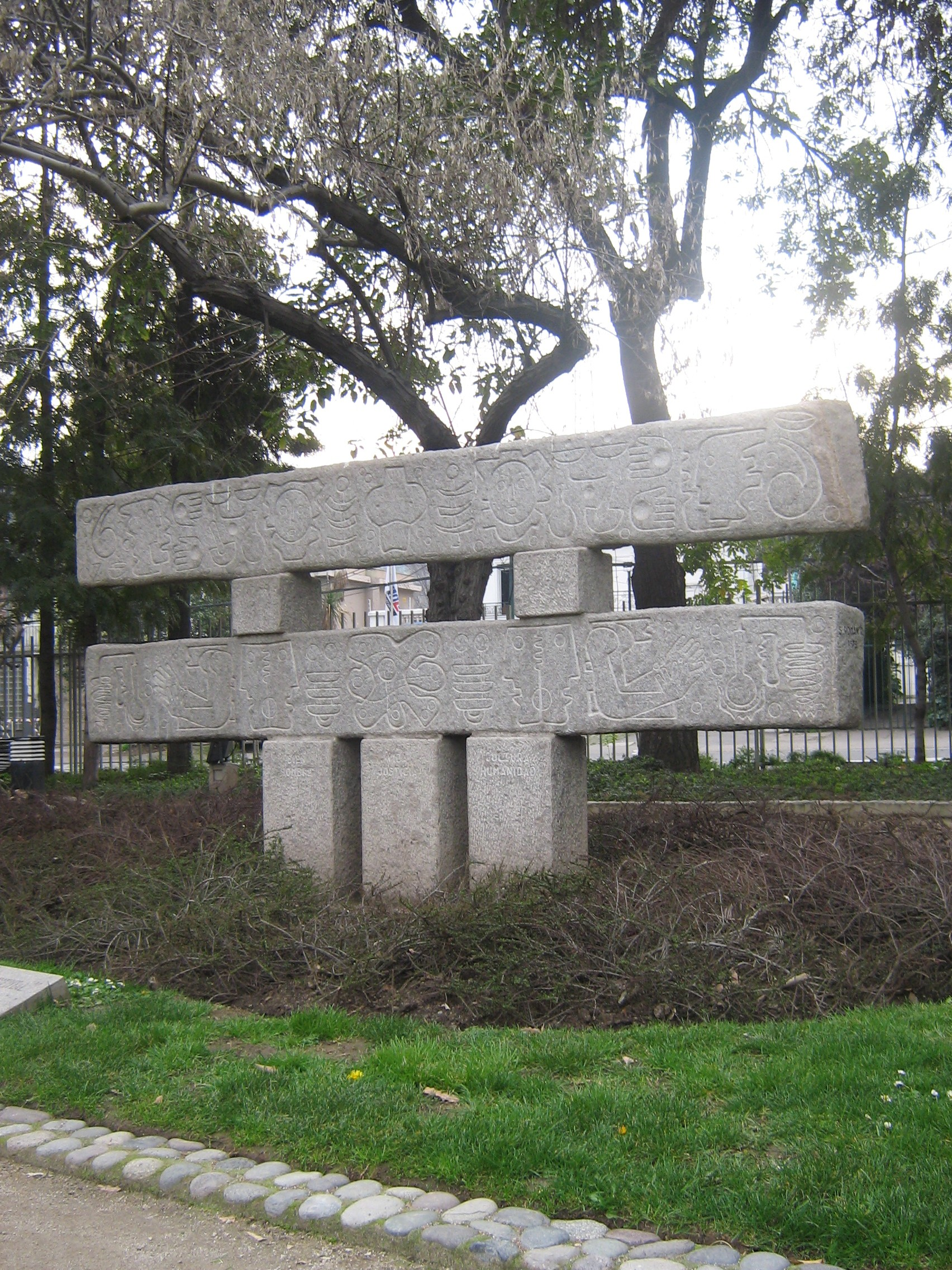
Estela monumental, Parque de las Esculturas de Providencia
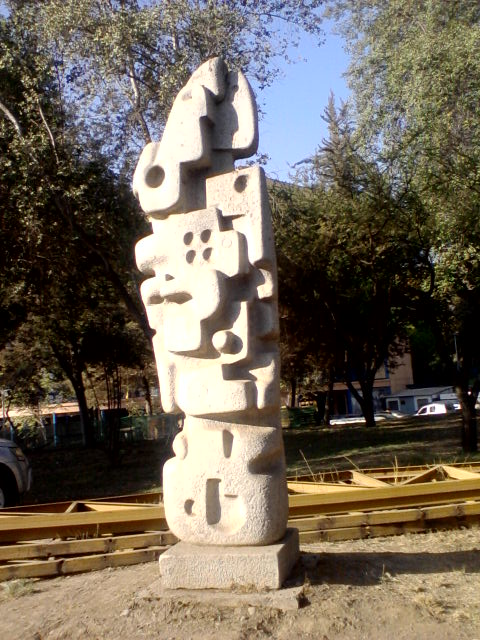
Tótem, Facultad de Filosofía y Humanidades de la Universidad de Chile
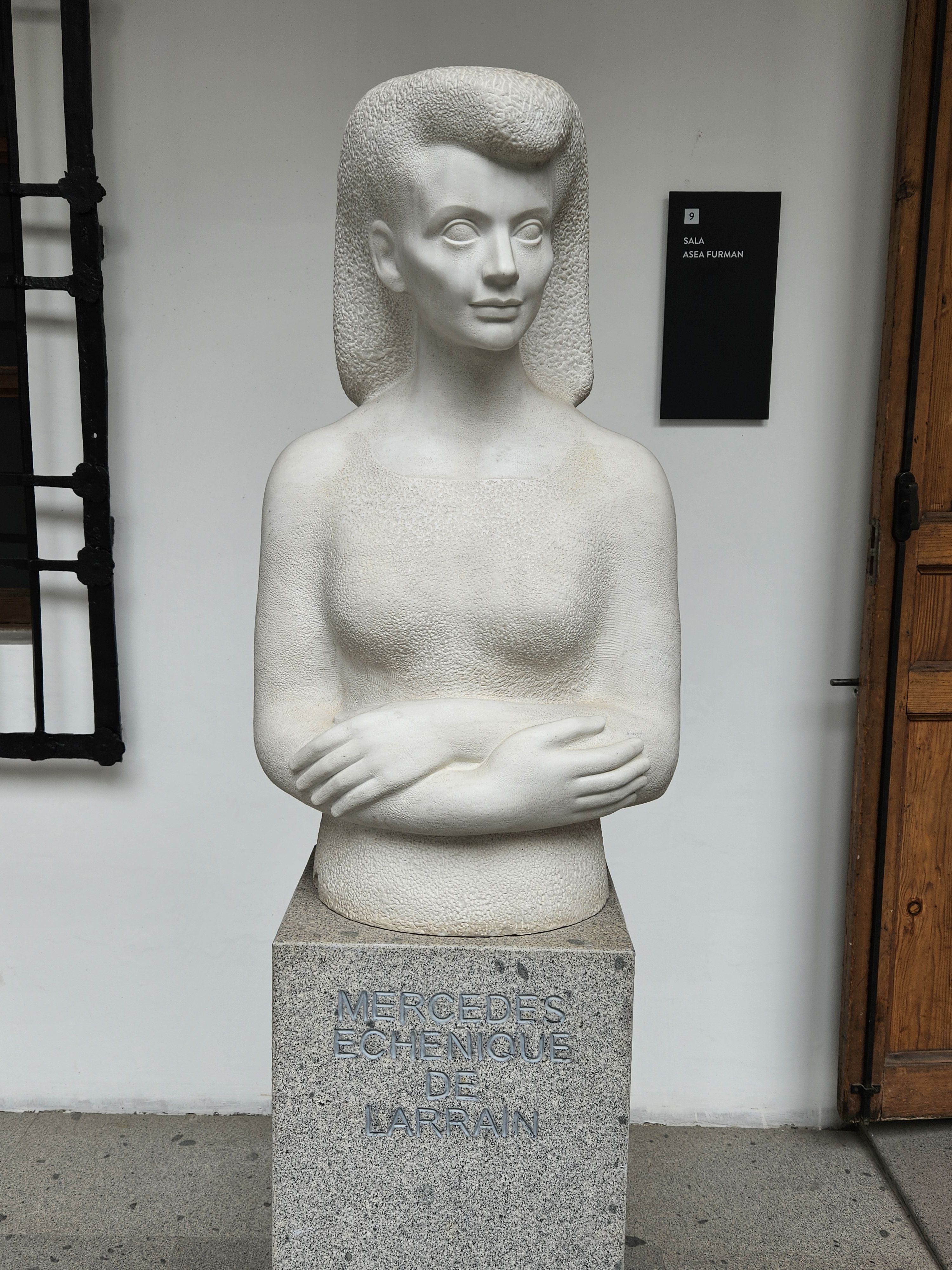
Retrato de Mercedes Echeñique de Larraín en el Museo Chileno de Arte Precolombino
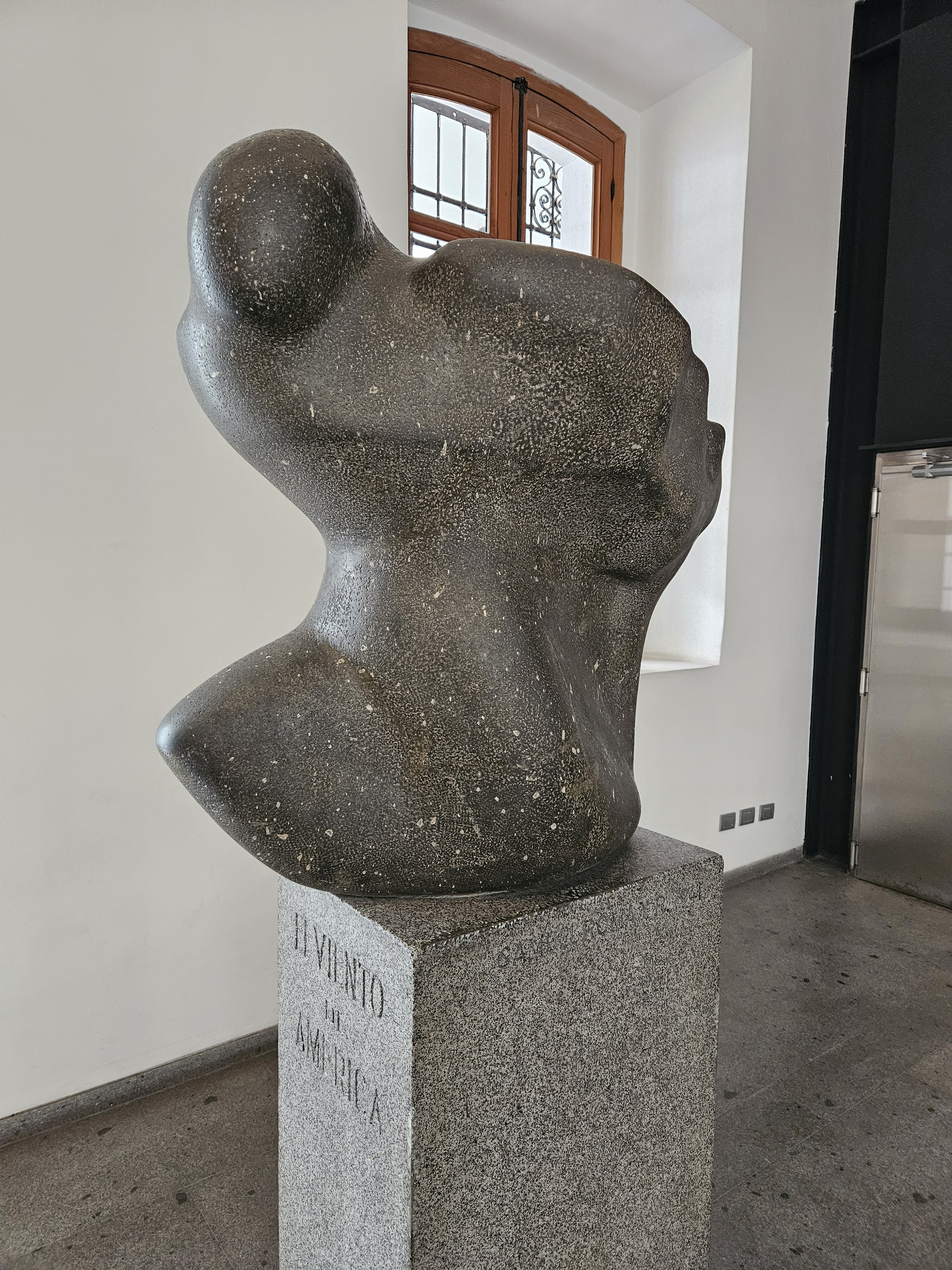
El viento de América en el Museo Chileno de Arte Precolombino
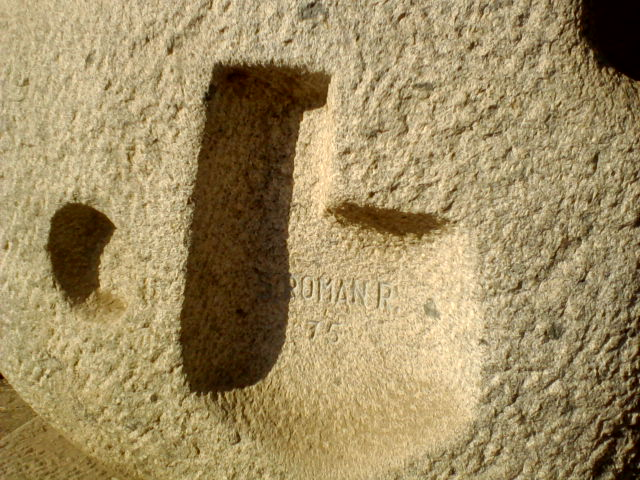
Detalle de su Tótem y firma